# Хорсдэл, Чела
Че́ла Хо́рсдэл (англ. Chelah Horsdal, род. 19 июня 1973, Ванкувер) — канадская актриса. Хорсдэл родилась и выросла в Ванкувере, в семье канадского кантри-певца Valdy, и, будучи подростком, работала моделью, прежде чем переквалифицироваться в актрису.
Хорсдэл за свою карьеру появилась в более ста телевизионных шоу и фильмов, в основном играя второстепенные роли. На телевидении у неё были второстепенные роли в фильмах «Звёздные врата: SG-1», «Секс в другом городе», «Стрела», «Возвращённые» и «Нереально». На регулярной основе она известна благодаря ролям в американских сериалах «Ад на колёсах» и «Когда зовёт сердце». Также в разные годы она появилась в кинокартинах «Мёртвая зона», «Мыслить как преступник», «Мастера ужасов», «Ясновидец», «Звёздный крейсер «Галактика»», «Сверхъестественное», «Убийство», «Мотив» и «Возвращённые», а также многочисленных телефильмах для канала Lifetime.
Хорсдэл в разные годы появилась в кинофильмах «Час расплаты» (2003), «Люди Икс: Последняя битва» (2006), «Фальшивка» (2008), «Высота» (2010), «Восстание планеты обезьян» (2011) и «Если я останусь» (2014), «Монстр-траки» (2016).

## Избранная фильмография
| Год       |   | Русское название | Оригинальное название | Роль         |
| --------- | - | ---------------- | --------------------- | ------------ |
| 2012—2014 | с | Стрела           | Arrow                 | Кейт Спенсер |